# Alberto Spencer
Alberto Pedro Spencer Herrera (* 6. Dezember 1937 in Ancón, Provinz Guayas; † 3. November 2006 in Cleveland, Ohio, USA) gilt als der beste ecuadorianische Fußballspieler der Geschichte.
Als Stürmer von Peñarol Montevideo und Barcelona SC Guayaquil ist er mit 54 Toren zwischen 1960 und 1972 noch immer Rekordtorjäger der Copa Libertadores. Sein Beiname lautete aufgrund seiner Kopfballstärke Cabeza Mágica (dt. „Zauberkopf“).
Er wurde als eines von 13 Kindern einer Arbeiterfamilie in einem Erdöl-Raffineriestandort bei Guayaquil geboren. Sein Vater Walter Spencer stammte aus Jamaika (sein Großvater war Engländer), seine Mutter América Herrera war Ecuadorianerin.

## Spielerkarriere

### Vereinsfußball
Spencer spielte zunächst für den Club Los Andes in Ancón. 1955 gab er für Everest (Guayaquil), bei dem auch sein älterer Bruder Marcos spielte, sein Debüt im ecuadorianischen Fußball auf höchster Ebene. Seine Leistungen als Torjäger (101 Tore in offiziellen Partien für Everest) brachten ihn in die ecuadorianische Nationalmannschaft, für die er bei der Copa America 1959 im eigenen Land antrat (alle Spiele fanden im heute nach Spencer benannten Estadio Modelo Alberto Spencer Herrera statt). 1960 wechselte er nach Uruguay zu Peñarol Montevideo, einem südamerikanischen Spitzenclub, der auf ihn aufmerksam geworden war, als Spencer als Leihspieler 1959 für Barcelona SC Guayaquil gegen Peñarol aufgelaufen war. Er spielte für Peñarol bis 1971. In dieser Zeit, in der Spencer aufgrund einer Meniskusoperation im November 1964 zwischenzeitlich rund ein halbes Jahr pausieren musste, wurde die Mannschaft achtmal uruguayischer Meister (1959 – das Endspiel wurde im März 1960 ausgetragen –, 1960, 1961, 1962, 1964, 1965, 1967, 1968). Spencer selbst war in den Jahren 1961 und 1962 sowie 1968 und 1969 Torschützenkönig Uruguays. Insgesamt erzielte in 519 Ligaspielen 326 Tore.
Er gewann in den Jahren 1960, 1961 und 1966 dreimal die Copa Campeones de América bzw. Copa Libertadores, wobei Spencer 1960 und 1962 Torschützenkönig des Wettbewerbes war. Mit seinen 54 zwischen 1960 und 1972 erzielten Toren ist er immer noch Rekordtorschütze in der Geschichte der Copa Libertadores.
1961 und 1966 gewannen Spencer und seine Mitspieler zudem gegen Benfica Lissabon bzw. Real Madrid den Weltpokal. 1960 verloren sie die Finalspiele gegen Real Madrid. In den insgesamt sieben Finalspielen, an denen Spencer teilnahm, erzielte er sechs der zwölf Tore Peñarols, zwei gegen Benfica und vier gegen Real Madrid.
1971 wechselte er zurück nach Ecuador und spielte zwei Jahre lang für den Topklub Barcelona in Guayaquil. Hierbei wurde er einmal ecuadorianischer Meister und erzielte in 17 Begegnungen der Copa Libertadores sechs Tore, die ihn zusammen mit den bereits bestehenden 48 (in 70 Spielen) für Peñarol zum Rekordtorjäger dieses Wettbewerbs machen.

### Nationalmannschaften
Alberto Spencer spielte mehr oder weniger gleichzeitig für die Nationalmannschaften Uruguays und Ecuadors. 1959 debütierte er in der ecuadorianischen Nationalmannschaft, seit 1962 bestritt er inoffizielle, seit seinem Debüt am 6. Mai 1964 offizielle Länderspiele für Uruguay (er erzielte 1964 im Wembley-Stadion das erste Tor für Uruguay gegen England überhaupt). 1965 spielte er erneut für Ecuador, 1967 wieder für Uruguay, für das er in der Celeste letztmals am 30. Juli 1967 auflief, und bis 1972 nochmals für Ecuador. Insgesamt bestritt er elf offizielle Länderspiele für Ecuador (4 Tore) und fünf für Uruguay (1 Tor), obwohl er nie uruguayischer Staatsbürger war.
Wegen der englischen Vorfahren seines Vaters wurde er auch als Kandidat für die englische Nationalmannschaft gehandelt, was sich jedoch nie konkretisierte.

## Trainertätigkeit
1979 hatte Spencer für rund ein Jahr das Traineramt beim ecuadorianischen Verein Liga de Portoviejo inne.

## Diplomat
Nach dem Ende seiner Laufbahn im Jahr 1973 kehrte Spencer nach Montevideo zurück, wo er seitdem lebte. 1982 ernannte ihn der damalige ecuadorianische Präsident Osvaldo Hurtado zum Generalkonsul Ecuadors in Uruguay, ein Amt, das er bis zu seinem Tod innehatte.
Spencer war mit einer Chilenin verheiratet, mit der er zwei Söhne und eine Tochter hatte. Er starb 2006 an Herzversagen, während er sich von einer Herzoperation erholte, bei der ihm vier Bypässe gelegt worden waren.